# Campeonato salvadoreño 1961-62
El Campeonato salvadoreño de fútbol 1961-62 fue la decimosegunda edición de la Primera División de El Salvador de fútbol profesional salvadoreño en la historia.

## Desarrollo
El campeón de esta edición fue el FAS, obteniendo su cuarto título. El subcampeón fue Águila por primera vez.

## Equipos participantes
| Club              | Ciudad       | Departamento |
| ----------------- | ------------ | ------------ |
| Águila            | San Miguel   | San Miguel   |
| Alianza           | San Salvador | San Salvador |
| Atlante San Alejo | San Alejo    | La Unión     |
| Atlético Marte    | San Salvador | San Salvador |
| Dragón            | San Miguel   | San Miguel   |
| FAS               | Santa Ana    | Santa Ana    |
| Luis Ángel Firpo  | Usulután     | Usulután     |
| Juventud Olímpica | Acajutla     | Sonsonate    |
| Quequeisque       | Santa Tecla  | La Libertad  |
| Santa Anita       | Santa Ana    | Santa Ana    |

## Tabla de posiciones
| Pos.            | Equipos           | PJ  | PG | PE | PP | GF  | GC  | Dif. | Pts. |
| --------------- | ----------------- | --- | -- | -- | -- | --- | --- | ---- | ---- |
| 1.              | FAS               | 18  | 15 | 2  | 1  | 21  | 9   | 12   | 32   |
| 2.              | Águila            | 18  | 11 | 4  | 3  | 35  | 12  | 23   | 26   |
| 3.              | Dragón            | 18  | 7  | 6  | 5  | 28  | 27  | 1    | 20   |
| 4.              | Atlante San Alejo | 18  | 9  | 1  | 8  | 29  | 23  | 6    | 19   |
| 5.              | Alianza           | 18  | 7  | 4  | 7  | 25  | 30  | -5   | 18   |
| 6.              | Quequeisque       | 18  | 6  | 4  | 8  | 21  | 21  | 0    | 16   |
| 7.              | Atlético Marte    | 18  | 4  | 5  | 9  | 20  | 27  | -7   | 13   |
| 8.              | Juventud Olímpica | 18  | 5  | 3  | 10 | 21  | 28  | -7   | 13   |
| 9.              | Luis Ángel Firpo  | 18  | 4  | 4  | 10 | 21  | 30  | -9   | 12   |
| 10.             | Santa Anita       | 18  | 4  | 3  | 11 | 15  | 29  | -14  | 11   |
| Equipos 1961-62 | Equipos 1961-62   | 180 | 72 | 36 | 72 | 236 | 236 | 0    | 180  |

|  |             |
|  | Play-off.   |
|  | Descendido. |

| Campeón       |
| FAS 4° Título |